# Scarus cruciensis
Scarus cruciensis és una espècie de peix de la família dels escàrids i de l'ordre dels perciformes.